# 23437 Šíma
23437 Šíma è un asteroide della fascia principale. Scoperto nel 1984, presenta un'orbita caratterizzata da un semiasse maggiore pari a 2,2545293 UA e da un'eccentricità di 0,2124135, inclinata di 4,67320° rispetto all'eclittica.